# 双城镇 (柘荣县)
双城镇，是中华人民共和国福建省宁德市柘荣县下辖的一个乡镇级行政单位。

## 行政区划
双城镇下辖以下地区：
城北社区、城南社区、溪坪社区、上城社区、东城社区和青凤村。